# 習志野市立第一中学校
習志野市立第一中学校（ならしのしりつ だいいちちゅうがっこう）は、千葉県習志野市奏の杜1丁目にある公立中学校。通称は 「習一」「一中」。

## 沿革
- 1947年5月 - 津田沼町立津田沼中学校として創立（現習志野市立津田沼小学校内）。
- 1947年5月 - 津田沼町大久保旧陸軍連隊痕（泉町3丁目）に新校舎として移転。
- 1949年8月 - 津田沼町立第一中学校と津田沼町立第二中学校（現習志野市立第二中学校）に分離改称。
- 1949年9月 - 津田沼町立第一中学校開校（現在のJR津田沼駅前の習志野市文化ホール）。
- 1954年8月 - 習志野市成立に伴い習志野市立第一中学校と改称。
- 1972年9月 - 現在地に新校舎落成、移転。
- 1978年3月 - 習志野市立第五中学校へ第1学年・第2学年、一部分離。
- 2013年2月 - 住居表示の変更に伴い所在地名を谷津6丁目から奏の杜1丁目へ変更[2]。

## 交通アクセス
- 総武本線津田沼駅下車
- 京成本線谷津駅下車

## 著名な出身者
- 中村陽介 - お笑いコンビぺんぎんナッツのツッコミ担当、福島住みます芸人、1998年卒業。
- 中村晃子 - 歌手、女優[3]
- 漆原朝子 - ヴァイオリニスト、東京芸術大学教授：1982年卒業
- 熊谷渡 - プロバスケットボール選手（B.LEAGUE・富山グラウジーズ所属）：1998年卒業
- 鈴川絢子 - お笑いタレント[4]